# Burambi
Burambi è un comune del Burundi situato nella provincia di Rumonge con 57.167 abitanti (censimento 2008).

## Geografia antropica

### Suddivisioni amministrative
Il comune è suddiviso in 21 colline.